# Capgrossos de Gràcia
Els Capgrossos de Gràcia són unes figures festives propietat de l'Associació Geganters de Gràcia i que acompanyen els Gegants Pau i Llibertat i els Gegantons Torradet i Gresca, Gegantó Torres i Pepitet a totes les sortides. Representen una gran varietat de personatges, provinents de llocs ben diversos.
Els 11 capgrossos que conformen la Comparsa de Capgrossos de Gràcia tenen orígens molt variats i s'han anat incorporant a la comparsa amb el pas dels anys. L'Agustinet, la Fada, la Bruixa i el Dimoni foren cedits a la colla el 1992, provinents del carrer de Sant Agustí, i havien estat adquirits uns quants anys abans a l'obrador El Ingenio (a aquest grup de capgrossos s'hi sumava el Mag, actualment desaparegut); el 1993 l'escola Reina Violant cedí el Músic i el mateix any els Lluïsos hi aportaren en Lluïset, que compraren també a El Ingenio per fer-lo participar en una obra de teatre. Així mateix, el Vellet i la Velleta, de propietat particular, foren donats a la colla, de la qual formen part del 2002 ençà. Aquesta parella ces considera que tenen vora els cent anys d'antiguitat; el 2019 l'Esbart Lluís Millet de Gràcia cedí al Quimet el Follet i és convertí en l'última incorporació a la colla. A banda aquestes cessions, la colla va voler adquirir més peces i hi anaren incorporant capgrossos: el drac Nus i el Dimoniet estrenats el 2006.
Els capgrossos graciencs són portats per un grup de nens i nenes de 4 a 12 anys de la Colla Geganters de Gràcia, que els fan sortir a les trobades i cercaviles de la vila i de tota la ciutat. També són els encarregats de fer-los dansar per la Festa Major en el "Toc de Gràcia", peça que representen amb els Gegants i Gegantons de la comparsa des del 2002. El 20 de maig de 2017 durant la celebració del 25è aniversari de l'Agustinet, la Fada Violeta, la Bruixa i el Dimoni, s'estrenà el seu ball propi: "El ball dels Capgrossos de la Vila de Gràcia" compost per en Ricard Ellis i coreografiat per la secció dels Capgrossos on hi participen tots els capgrossos.